# نادي سايبا
نادي سایبا (بالفارسية: باشگاه فوتبال سايپا تهران) ، هي نادي رياضي لكرة القدم الإيرانية، أسست سنة 1989م.

## إنجازاته
- كأس الخليج الفارسي
  - عام: 2007

## وصلة خارجية
- (بالفارسية) Official club website